# Greater Jacksonville Open
O Greater Jacksonville Open foi um torneio de golfe que integrava o calendário do PGA Tour entre 1945 e 1976. Em 1965, Bert Weaver vence a primeira edição moderna do torneio. Ele terminou com uma tacada de vantagem sobre Bruce Devlin, Jack Nicklaus, Bob Charles e Dave Marr. Em 1966, Jack Nicklaus faz um eagle-duplo no buraco final do torneio, mas terminou nada melhor do que empatados em oitavo. Doug Sanders vence por uma tacada de vantagem sobre Gay Brewer.